# Igreja de Santa Ana (Edge Hill)
A Igreja de Santa Ana fica em Overbury Street, Edge Hill, Liverpool, Merseyside, Inglaterra. É uma igreja paroquial católica romana ativa na Arquidiocese de Liverpool. Em 1999 a sua paróquia foi combinada com a da Igreja de São Bernard. A igreja está registrada na Lista do Patrimônio Nacional da Inglaterra como um Grau designado II edifício listado.

## História
St Anne's foi construída entre 1843 e 1846, projetada por Charles Hansom, e construída pelos monges de Downside Abbey. Foi ampliado em 1888-1889 por Pugin e Pugin, que acrescentou uma capela - mor, uma abside e dois transeptos, e em 1893 por Peter Paul Pugin que acrescentou um batistério. Em uma data desconhecida, seus cuidados passaram dos monges da Abadia de Downside para os da Abadia de Ampleforth, e em 1950 a igreja tornou-se parte da Arquidiocese de Liverpool. Em 1969 o interior da igreja foi reordenado, com a retirada do baldaquino e das grades do altar, e a instalação de um altar.

## Arquitetura

### Exterior
A igreja foi construída em arenito vermelho, e tem um telhado de ardósia.  O plano consiste em uma de seis baía nave com um clerestório, norte e sul corredores com lean-to telhados, norte e sul transepts, um apsidal três-bay -mor, e uma torre oeste. A torre é suportado por ângulo contrafortes, e tem uma escada octogonal torreta na esquina sudeste. Tem um portal de entrada poente com quatro ordens, acima da qual se encontra uma janela quádrupla e um nicho com dossel. O palco do sino contém pares de aberturas de sino com persianas de duas luzes.  Pollard e Pevsner comentam que a torre é proeminente, mas parece que está "fatiada"; isso ocorre porque a torre pretendida não foi construída por medo de subsidência.  Os corredores têm janelas de duas luzes nas laterais e janelas de três luzes nas extremidades oeste. O clerestório contém quadrifólios sob arcos pontiagudos. Nos transeptos, há duas janelas de luz oeste e cinco janelas de norte e sul de cinco luzes. As janelas contêm rendilhado geométrico.

### Interior
No interior da igreja, as arcadas são sustentadas por colunas quadrifólio. Entre a capela-mor e as capelas, de um lado, e o sótão do órgão, do outro, as arcadas assentam em dupla fiada de colunas. Em torno da abside há uma arcada contendo janelas de lanceta. Na igreja há um órgão de tubos de três manuais construído originalmente por Henry Willis and Sons and Lewis and Company. Este foi reconstruído e modernizado em 1958, novamente por Willis and Sons.

## Recursos associados
No cemitério da igreja há um memorial de pedra a dois membros da família Linford que morreram, respectivamente, em 1849 e 1855. Foi desenhado por A. Murphy, e consiste em um pilar octogonal sobre um pedestal. Ele contém um nicho sob um dossel, e no topo estão duas figuras esculpidas, consideradas a Virgem Maria e São João. Está listado no Grau II.  Anexado a noroeste da igreja está um grande presbitério, construído em 1893 e projetado por Peter Paul Pugin. Isso também está listado na série II.